# Knud Jeppesen
Knud Christian Jeppesen (geb. 15. August 1892 in Kopenhagen; gest. 14. Juni 1974 in Risskov, Aarhus) war ein dänischer Musikforscher und Komponist.

## Leben und Wirken
Knud Jeppesen war ein Kompositionsschüler Carl Nielsens und wurde 1922 an der Wiener Universität bei Guido Adler über das Thema Die Dissonanzbehandlung in den Werken Palestrinas promoviert.
Er lehrte seit 1920 am Königlichen Konservatorium sowie an der Universität in Kopenhagen. Er war Organist an der Holmens Kirke. Er ist Verfasser des Lehrwerkes Kontrapunkt. Lehrbuch der klassischen Vokalpolyphonie, das vielfach aufgelegt und übersetzt wurde, es ist „Carl Nielsen dem unvergeßlichen Lehrer und Freunde in memoriam“ gewidmet. Diese klassische Einführung konzentriert sich auf den polyphonen Gesangsstil, den Palestrina perfektioniert hatte. Jeppesen gilt als einer der bedeutendsten Palestrinaforscher.
Im Jahr 1923 heiratete er die Sportlerin Alice Krayenbühl, mehrfache dänische Meisterin im Eiskunstlauf und Tennis. 1962 wurde er als Ritter 1. Grades des Dannebrogordens ausgezeichnet.

## Publikationen (Auswahl)
- Die Dissonanzbehandlung in den Werken Palestrinas. Als „Der Palestrinastil und die Dissonanz“ bei Breitkopf & Härtel, Leipzig 1925. – Englische Ausgabe: “The Style of Palestrina and The Dissonance. With an Introduction by Edward J. Dent. Second revised and enlarged edition”. Muksgaard, Copenhagen, und Geoffrey Cumberlege, London 1946.
- Der Kopenhagener Chansonnier. Leipzig, Breitkopf & Härtel u. Kopenhagen, Levin & Munksgaard 1927
- Kontrapunkt. Lehrbuch der klassischen Vokalpolyphonie (Geleitwort von Theodor Kroyer). Breitkopf & Härtel, Leipzig 1935 (dt. Übers.) zuerst 1930. – 10. Auflage: Breitkopf & Härtel, Leipzig 1980.